# Buick GL6
Buick GL6 – samochód osobowy typu minivan klasy kompaktowej produkowany pod amerykańską marką Buick w latach 2017–2023.

## Historia i opis modelu

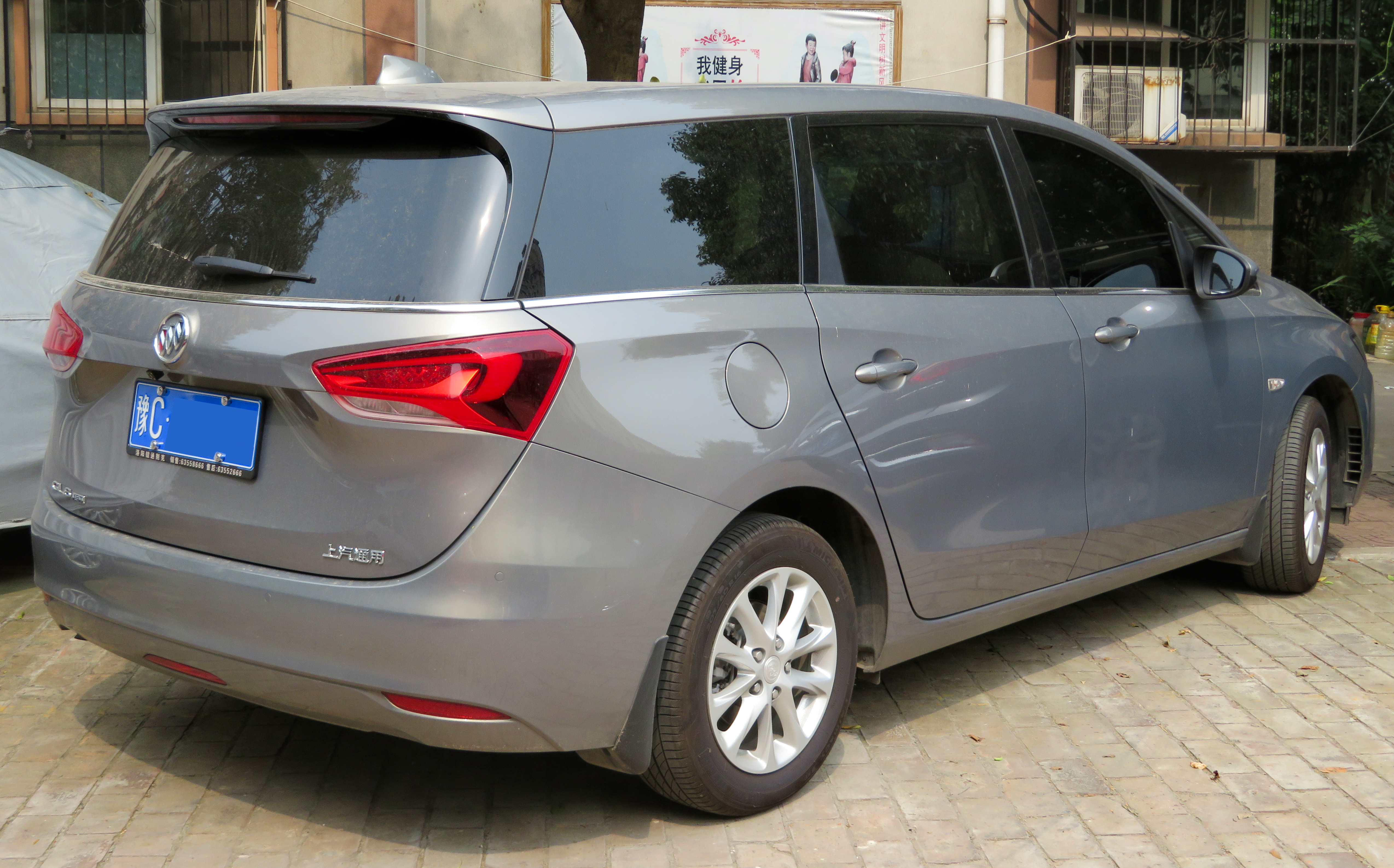
Buick GL6 - tył

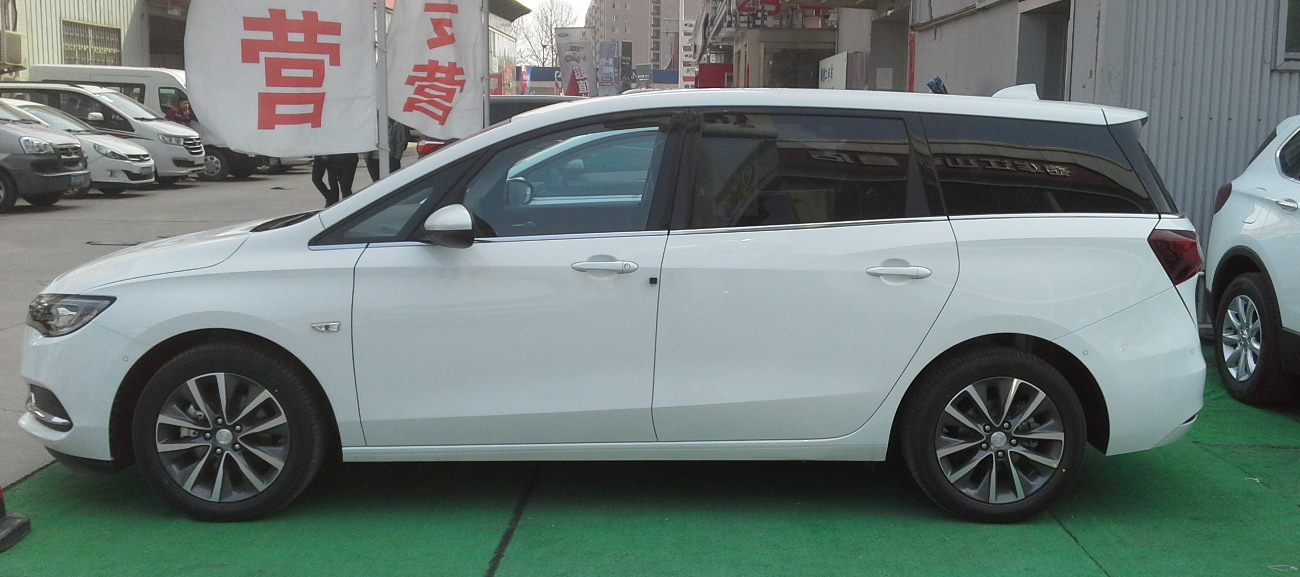
Buick GL6 - sylwetka

Jesienią 2017 roku chiński oddział Buicka podjął decyzję o poszerzeniu lokalnej oferty o drugiego minivana, który uplasował się w ofercie poniżej modelu GL8. 
Samochód przyjął kompaktowe wymiary i powstał na platformie General Motors o nazwie D2XX, na której zbudowano także pokrewny model Chevrolet Orlando.
Pod kątem stylistycznym GL6 został utrzymany w kierunku stylistycznym tożsamym z równolegle oferowanymi w Chinach modelami Buicka, zyskując dużą atrapę chłodnicy z chromowanym wykończeniem, a także szeroko rozstawionymi zaokrąglonymi reflektorami. Tylną część nadwozia zdobią z kolei wąskie, podłużne reflektory umieszczone na zintegrowanej z nią klapą bagażnika.

### Silnik
- R3 1.3l LI6